# Julia Lautowa
Julia Michailowna Lautowa (russisch Юлия Михайловна Лаутова, englisch Yuliya Mikhaylovna Lautova; * 5. Oktober 1981 in Moskau, Sowjetunion) ist eine ehemalige österreichische Eiskunstläuferin russischer Herkunft, die im Einzellauf startete.
Im Alter von vier Jahren begann Lautowa in Moskau mit dem Eiskunstlaufen. Im Alter von zwölf Jahren zog sie mit ihren Eltern nach Wien und wurde 1994 erstmals österreichische Meisterin im Eiskunstlauf. Seit 1995 repräsentierte sie Österreich bei internationalen Meisterschaften und wurde 1996 österreichische Staatsbürgerin.
Sie startete für den Cottage Engelmann Verein Wien, trainierte allerdings in Moskau bei Marina Kudriawzewa. Lautowas Choreograph war Igor Bobrin. Zuvor trainierte sie bei J. Hübler,  P. Jonas, Jelena Tschaikowskaja und S. Gromow.
Lautowa heiratete im Juni 2004 den russischen Eistänzer und späteren Olympiasieger Roman Kostomarow. Die Ehe wurde nach einem Jahr geschieden. Aus einer späteren Beziehung hat Lautowa eine Tochter.

## Erfolge
| Wettbewerb/Wintersaison         | 1993/94 | 1994/95 | 1995/96 | 1996/97 | 1997/98 | 1998/99 | 1999/2000 | 2000/01 | 2001/02 | 2002/03 | 2003/04 |
| ------------------------------- | ------- | ------- | ------- | ------- | ------- | ------- | --------- | ------- | ------- | ------- | ------- |
| Olympische Winterspiele         | -       | -       | -       | -       | 14.     | -       | -         | -       | -       | -       | -       |
| Weltmeisterschaften             | -       | 27.     | -       | 8.      | -       | 15.     | -         | -       | 22.     | 15.     | 25.     |
| Europameisterschaften           | -       | 21.     | -       | 16.     | 8.      | 11.     | 12.       | -       | 12.     | 26.     | 8.      |
| Juniorenweltmeisterschaften     | -       | -       | -       | -       | 10.     | -       | 20.       | -       | -       | -       | -       |
| Österreichische Meisterschaften | 1.      | -       | -       | 1.      | -       | -       | 1.        | -       | 1.      | 1.      | 1.      |